# Daddy's Home (álbum)
Daddy's Home é um álbum de estúdio de Sir Mix-a-Lot lançado em 2003.

## Faixas
1. "Daddy's Home" - 4:09
2. "Big Screen" - 3:38
3. "Game Don't Get Old" - 4:25
4. "Big Johnson" - 3:51
5. "Till da Sun Cums Up" - 3:27
6. "Y'all Don't Know" - 3:35
7. "2 Horse" - 3:16
8. "Auction for Tricks" - 1:52
9. "Candy" - 3:25
10. "At the Next Show" - 3:22
11. "Nasty Girl" - 3:19
12. "Party Ova Here" - 3:40
13. "Big Ho" - 3:51
14. "Resonate" - 3:09
15. "Poppi Grande" - 4:05